# Yörük
Les turcs Yörük (prononcé Yeuruk, signifiant littéralement « marcheurs »), habitent aujourd'hui dans les monts Taurus, au sud de l'Anatolie, dans le Nord Est de la Turquie dans le village de Sütveren ou dans la région de Afyon Emirdağ  où il y a des village fondé par les yoruk-tribu oghouze. et en partie dans la péninsule des Balkans, où on les connaît aussi sous le nom de Konariotes (qui vient de Konya). Peuple de langue turque, ils partagent avec les Turkmènes (aussi connus comme Turcomans) une culture et une histoire communes, et revendiquent une « pure origine turque » remontant aux anciens guerriers Seldjoukides venus en Turquie au XIe siècle.
Aujourd'hui en grande partie intégrés à la population turque sédentaire, on les trouve encore dans les monts Taurus.

## Culture

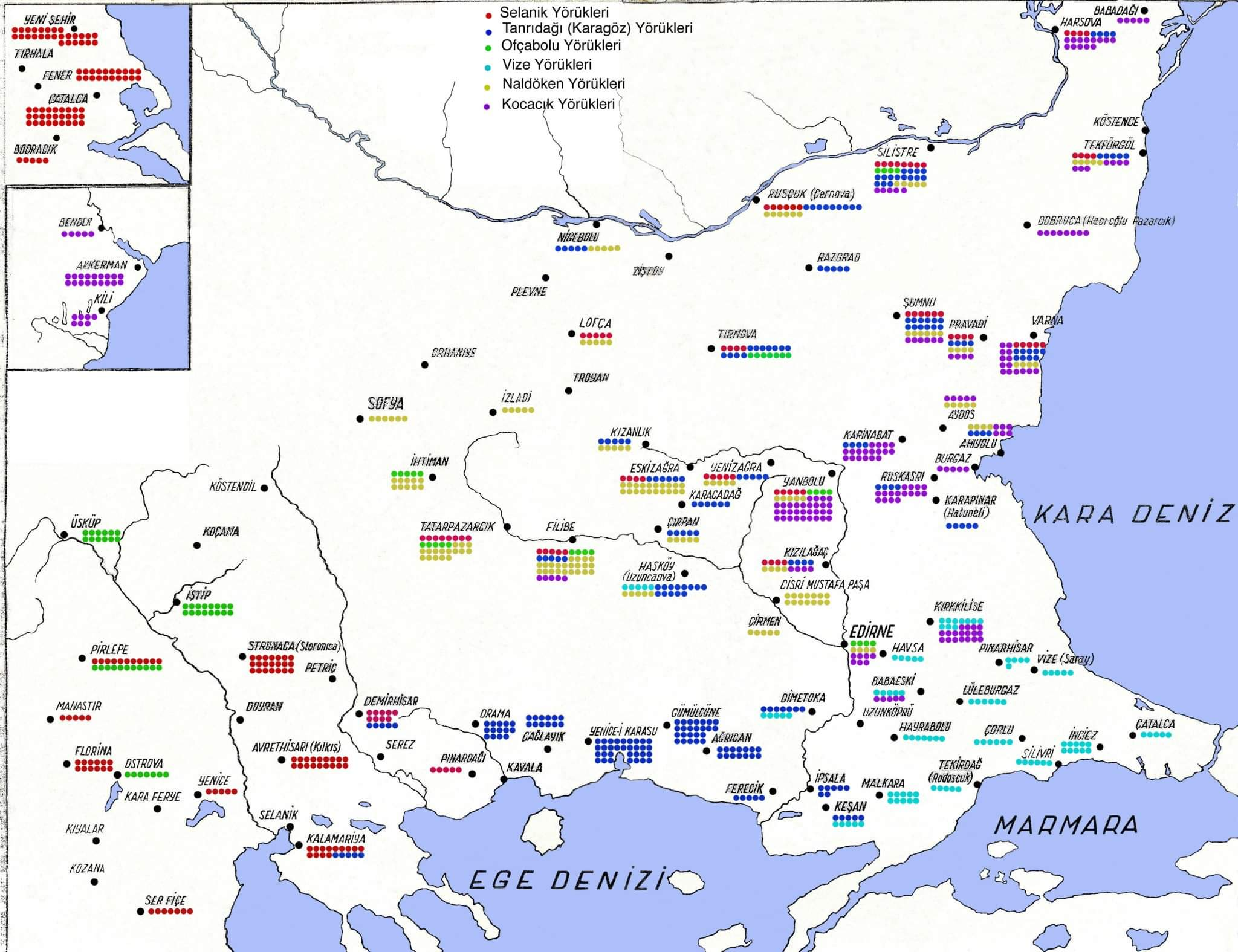
Répartition démographique des Yörüks dans les Balkans par tribu (carte de l'historien Yusuf Halaçoğlu).

À l'origine, les Yörük étaient organisés en clans et tribus, et pratiquaient en majorité l'élevage pastoral, l'artisanat et le commerce (notamment de tapis) à travers l'Empire ottoman, en Anatolie et dans la péninsule des Balkans.
Les beys seldjoukides d'Anatolie orientale et ottomans d'Anatolie occidentale et des Balkans mirent en place le système féodal des domaines appelés timars sur les meilleurs terroirs et pâturages confisqués à la noblesse chrétienne vaincue et aux monastères : les bergers chrétiens (Arméniens, Assyro-Chaldéens et Grecs en Anatolie, Bulgares, Serbes, Grecs et Valaques dans les Balkans) en furent chassés et remplacés par des Yörüks musulmans et turcophones. Les bergers chrétiens dépossédés prirent le maquis : dans les Balkans, ce sont les Saracatsanes. À l'autre extrémité, orientale, de leur territoire de nomadisation, l'équivalent des Yörüks en Perse sont les Kaşkay, en majorité chiites.
Les danses traditionnelles des Yörüks sont le Zeybek et le Kaşık oyunları.
Dans une perspective protochroniste, les Yörüks sont parfois présentés comme des Turkmènes « de pure souche turque », anciens guerriers des Seldjoukides venus en Turquie au XIe siècle, alors que selon les ethnographes ils sont en partie métissés comme la plupart des ethnies nomades : leur phénotype n'est pas de type asiatique et leur langue turque comporte un lexique en partie perse.